# IMAM Ro.37
 IMAM Ro.37  byl italský dvoumístný, jednomotorový, dvouplošný, průzkumný letoun používaný před a během druhé světové války.

## Vznik a vývoj
Prototyp vyvinula společnost Società Anonima Industrie Aeronautiche Romeo, později přejmenovaná na Industrie Mecchaniche e Aeronautiche Meridionali, v Neapoli. První let proběhl v roce 1934. Následovala sériová výroba a stroj byl, díky svým dobrým letovým vlastnostem a robustnosti, ihned nasazen jako stíhací a hlavně pozorovací letoun. 
Současně s Ro.37 vznikla i verze Ro.37bis, u které byl řadový motor nahrazen hvězdicovým. Obě verze pak byly využívány Italským královským letectvem k pozemnímu průzkumu a zejména se osvědčily na polních letištích v obtížném terénu.

## Popis konstrukce

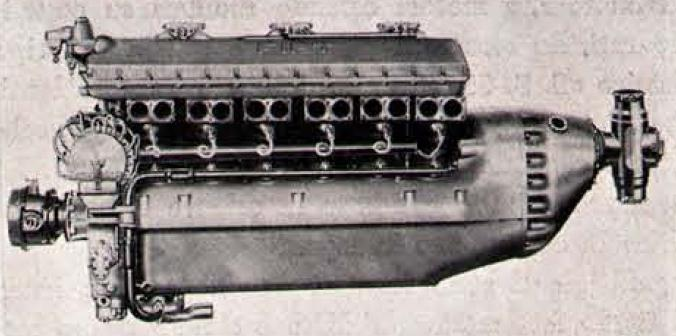
FIAT A.30 R HP 600-850

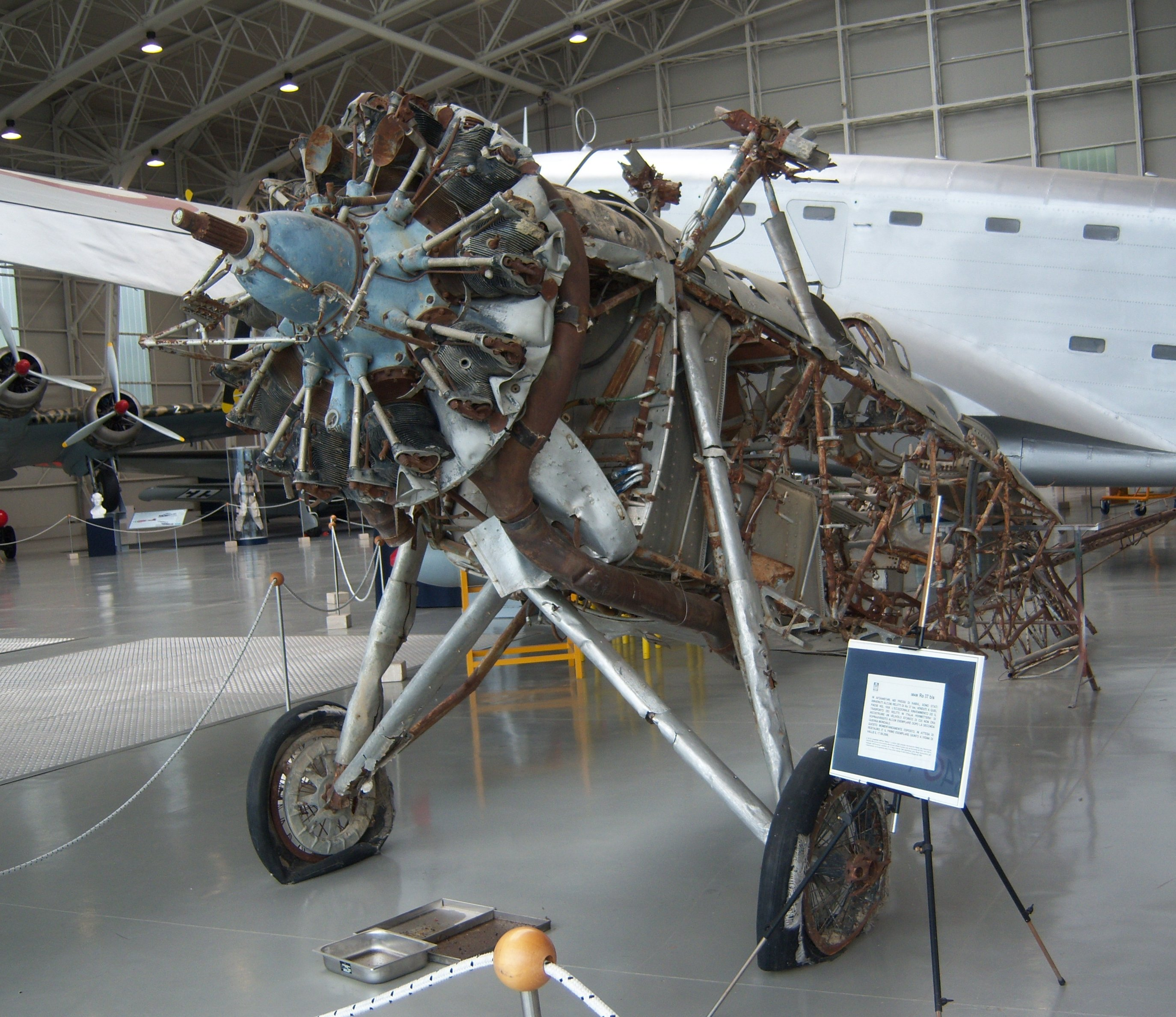
IMAM Ro.37

Konstrukce letounu byla celokovová z ocelových trubek a duralu. Potah byl z větší části plátěný a částečně duralový.
Verze Ro.37 měla kapalinou chlazený vidlicový dvanáctiválec Fiat A.30RAbis o výkonu 441 kW (600 k), vrtule byla dvoulistá kovová. Model Ro.37bis poháněl hvězdicový devítiválec Piaggio P.IX.R.C.40 o 560 k nebo Piaggio P.XR o 700 k, vrtule pak byla také kovová, trojlistá.
Obě verze byly vybaveny dvěma pevnými kulomety Breda-SAFAT ráže 12,7 mm a jedním pohyblivým stejné ráže.
Pod střed spodního křídla se mohlo zavěsit dvanáct pum po 12 nebo 15 kg.

## Nasazení
Poprvé byly letouny bojově nasazeny ve Španělské občanské válce na straně nacionalistů. V letech 1936 až 1938 byly dodány letectvu Maďarska, Afghánistánu, Ekvádoru a Uruguaye. 
V době vstupu Itálie do války měla Regia Aeronautica v provozu asi 100 letounů. Byly součástí 64, 67 a 73 Gruppa Osservazione Aerea v severní Africe a 5, 63, 70 a 72 pozorovací skupiny na Balkáně. Operovaly v Italské Východní Africe ve 110. Squadriglii a ve 124 Squadriglii na Sardinii.
Postupně byly letouny nahrazovány modernějšími typy letadel. V červenci 1943, v době kapitulace Itálie nebyl již ve službě ani jeden z těchto letounů.

## Specifikace

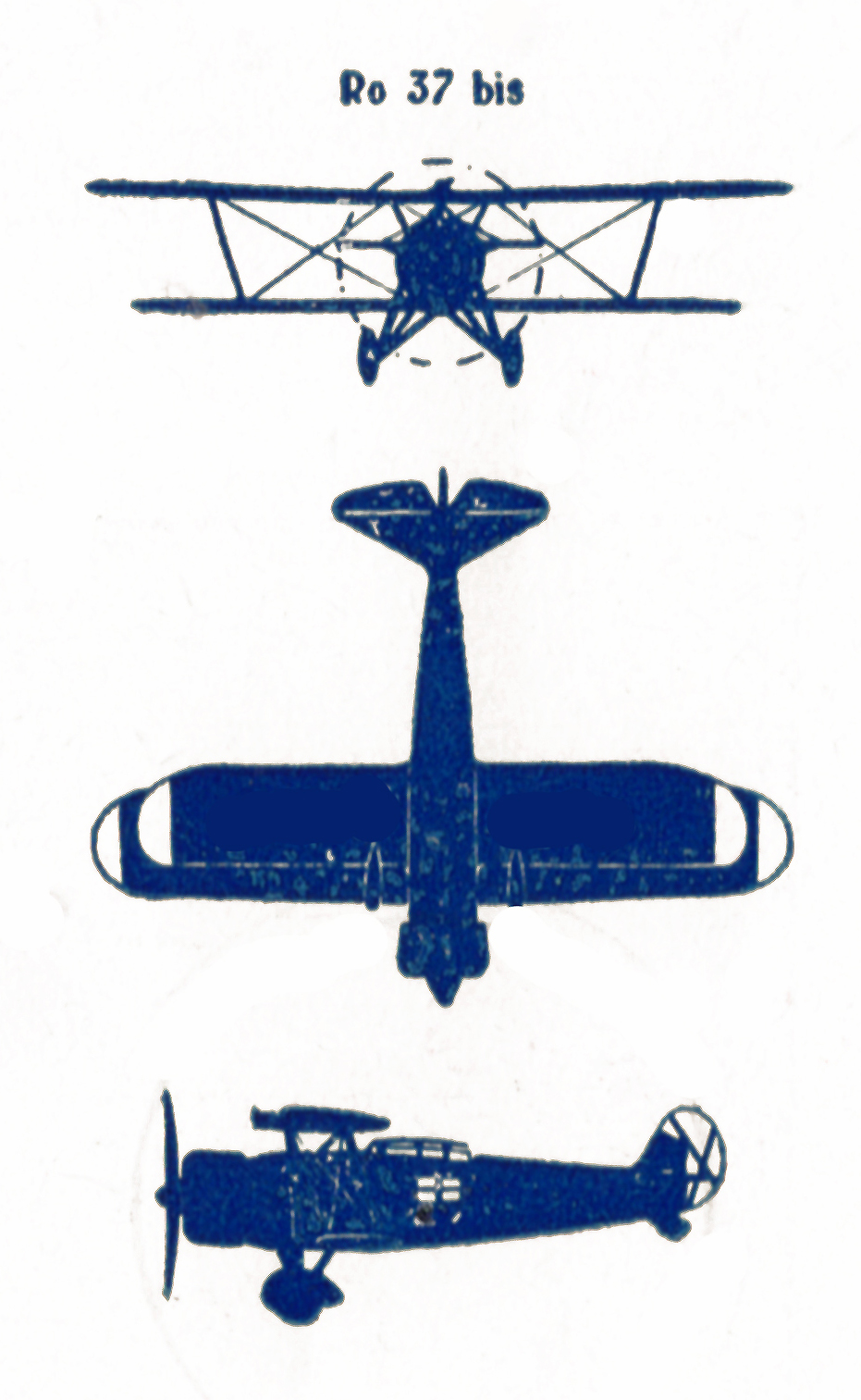
Třípohledová silueta Ro.37bis

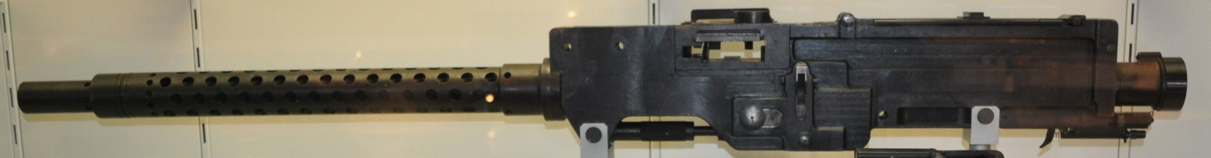
12,7mm kulomet Breda-SAFAT

Údaje dle

### Technické údaje
- Osádka:
- Rozpětí: 11,08 m / 11,08 m
- Délka: 8,62 m / 8,56 m
- Výška: 2,96 m / 3,15 m
- Nosná plocha: 31,40 m² / 31.40 m²
- Hmotnost prázdného letounu: 1563 kg / 2040 kg (2020 kg)
- Vzletová hmotnost: 2395 kg / 2425 kg pro (2405 kg)

### Výkony
- Maximální rychlost: 325 km/h / 330 km/h (320 km/h)
- Cestovní rychlost v 5000 m: 260 km/h / 250 km/h
- Přistávací rychlost: 108 km/h
- Výstup:
  - do 2000 m: 3,75 min /4,2 min (3,7 min)
  - do 3000 m: 9,12 min /9,5 min
  - do 6000 m: 17,5 min /16,5 min (20 min)
- Dostup: 6700 m / 7200 m (6300 m)
- Dolet: 1650 km / 1500 km

### Výzbroj
- 2 x pevný kulomet Breda-SAFAT ráže 12,7 mm
- 1 x pohyblivý kulomet Breda-SAFAT ráže 12,7 mm